# Шелгунов, Василий Андреевич
Васи́лий Андре́евич Шелгуно́в (8 (20) августа 1867, Славковичи — 2 апреля 1939) — российский и советский политический деятель, участник рабочего и революционного движений.

## Биография
Василий Андреевич сын крестьянина. Мальчиком 14 лет отдан в ученье в переплетную мастерскую, после чего поступил чернорабочим на завод.
С 1886 года начал посещать вечернюю школу и примкнул к революционному движению.
В 1894—1895 годах в его комнате, располагавшейся по Ново-Александровской улице дом № 23 (Александровское), проходили нелегальные собрания социал-демократического кружка, которые проводил Владимир Ленин. Член РСДРП с 1898 года. Участник первой русской и Октябрьской революции. Член Президиума Всесоюзного общества старых большевиков. С 1924 года персональный пенсионер.
Умер 2 апреля 1939 года. Похоронен на Новодевичьем кладбище.

## Память
- Его именем названа улица в Санкт-Петербурге. У музея «Невская застава» установлен бюст.
- Статья в Большой советской энциклопедии, 1-е издание.

- Василий Андреевич Шелгунов, 1 января 1929 года.
- Бюст Василия Шелгунова у музея «Невская застава» работы Н. С. Кочукова.